# Chełmiec Wałbrzych (piłka siatkowa kobiet)
Młodzieżowy Klub Sportowy Chełmiec Wodociągi Wałbrzych – polski kobiecy klub siatkarski z siedzibą w Wałbrzychu, założony w 1957. Od sezonu 2019/2020 występujący w II lidze siatkówki kobiet.

## Historia
Klub początkowo powstał w 1957 roku jako żeńska sekcja siatkarska Chełmca Wałbrzych. Największym sukcesem był awans w Lublinie, pod wodzą trenera Mieczysława Kurzawińskiego do II ligi w 1972 roku, grając niemal samymi wychowankami. Najwybitniejszą wychowanką była Elżbieta Leżoń-Ostojska, która zasiliła szeregi Polonii Świdnica oraz reprezentacji Polski, zdobywając w 1971 roku brązowy medal Mistrzostw Europy we Włoszech.
Kobieca sekcja przetrwała do 1979 roku, a upadek przemysłu węglowego w połowie lat 90. XX wieku sprawił, że z siatkarskiej mapy Polski zniknął także Chełmiec.

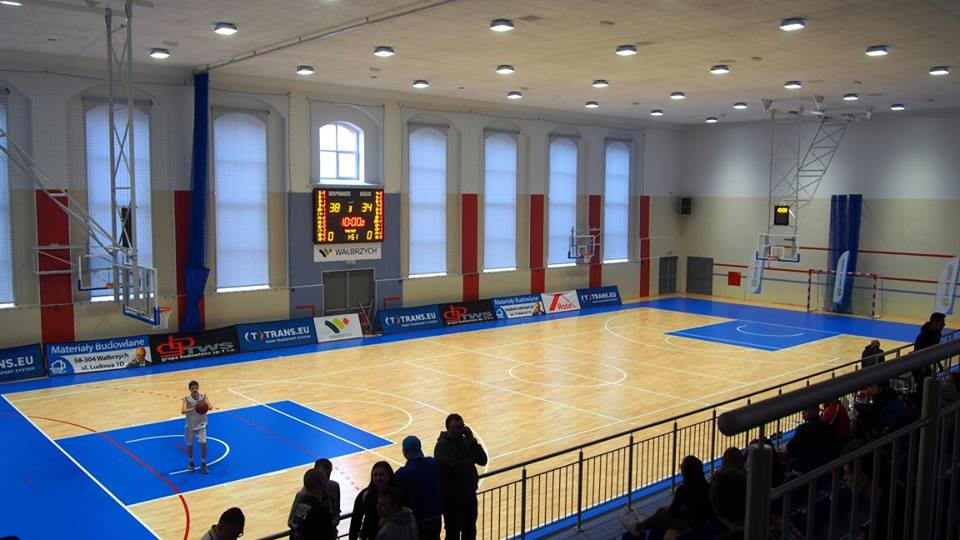
Hala Wałbrzyskich Mistrzów, dawna hala OSiR-u, miejsce rozgrywek drużyny seniorek.

W 2007 roku, biorąc pod uwagę sukcesy siatkówki na arenie międzynarodowej oraz zalety damskiej siatkówki jako dyscypliny sportu drużynowego, dzięki oddanym działaczom i zawodnikom, powołano stowarzyszenie kultury fizycznej „Chełmiec” Wałbrzych. Głównym celem stowarzyszenia jest szkolenie siatkarskie dziewcząt, gdyż pomimo szerokiej oferty szkoleniowej wałbrzyskich drużynowych klubów, głównie ich oferta skierowana jest do chłopców.
W klubie systematycznie trenuje około 100 adeptek siatkówki. Drużyny juniorek, kadetek i młodziczek uczestniczą w rozgrywkach Dolnośląskiego Związku Piłki Siatkowej odnosząc sukcesy, a grupa naborowa uczestniczy w różnorodnych turniejach siatkarskich na terenie całej Polski.